# Nassella
Nassella és un gènere de plantes del Nou món, de la família de les poàcies, que es troba entre els més de 100 gèneres de tussocks que hi ha a Amèrica. La paraula llatina nassa es refereix a "una cistella amb el coll estret". Generalment es considera separat del gènere Stipa i inclou moltes de les espècies del Nou món antigament classificades en aquest gènere. Des del 2011, el The Jepson Manual inclou Nassella dins Stipa.
Aquestes plantes creixen en forma de mata densa.

## Descripció
Nasella es caracteritza per tenir els marges del lemma fortament solapats i les pàleas reduïdes i sense venes. Les puntes del lemma es fonen a la «corona», una membrana curta que envolta la base del lemma. En general la vora de la corona té pèls.
Moltes espècies formen petites flors tant de pol·linització creuada com d'autopol·linització a la a l'extrem de la panícula. Les flor d'autopol·linització tenen entre 1 i 3 anteres petites; mentre que les de pol·linització creuada, tenen 3 anteres més llargues. Algunes espècies tenen inflorescències d'autopol·linització ocultes a les seves beines de les fulles basals. Aquestes inflorescències ocultes pinten no tenen glumel·les i generalment tampoc arestes.

## Taxonomia
A partir del 2001, hi havia al voltant de 116 espècies d'aquest gènere.
| * Nassella airoides (E. Ekman) Barkworth - Nassella ancoraimensis F. Rojas - Nassella arcaensis (Speg.) Torres - Nassella arcuata (R. E. Fries) Torres - Nassella arechavaletae (Speg.) Barkworth - Nassella argentinensis (Speg.) Peñail. - Nassella asplundii Hitchc. - Nassella ayacuchensis (Tovar) Barkworth - Nassella brachychaetoides (Speg.) Barkworth - Nassella brachyphylla (Hitchc.) Barkworth - Nassella brasiliensis (A. Zanín & Longhi-Wagner) Peñail. - Nassella cabrerae Torres - Nassella carettei (Hauman) Torres - Nassella catamarcensis Torres - Nassella cernua (Stebbins & Love) Barkworth - Nassella chaparensis F. Rojas - Nassella charruana (Arechav.) Barkworth - Nassella chilensis (Trin.) E. Desv. - Nassella clarazii (Ball) Barkworth - Nassella coquimbensis (Matthei) Peñail. - Nassella cordobensis (Speg.) Barkworth - Nassella crassiflora (Roseng. & B. R. Arill.) Barkworth - Nassella curamalalensis (Speg.) Barkworth - Nassella curviseta (Hitchc.) Barkworth - Nassella dasycarpa (Hitchc.) Torres - Nassella depauperata (Pilg.) Barkworth - Nassella duriuscula (Phil.) Barkworth - Nassella elata (Speg.) Torres - Nassella entrerriensis (Burkart) Peñail. - Nassella fabrisii Torres - Nassella famatinensis Torres - Nassella filiculmis (Delile) Barkworth - Nassella formicarum (Delile) Barkworth - Nassella gibba (Phil.)Muñoz-Schick - Nassella gigantea (Steud.) Muñoz-Schick - Nassella glabripoda Torres - Nassella hirtifolia (Hitchc.) Barkworth - Nassella holwayii (Hitchc.) Barkworth - Nassella huallancaensis (Tovar) Barkworth - Nassella hunzikeri (Caro) Barkworth - Nassella hyalina (Nees) Barkworth - Nassella ibarrensis (Kunth) Laegaard (non Peñail.) - Nassella inconspicua (J. Presl) Barkworth - Nassella juergensii (Hack.) Barkworth - Nassella juncea Phil. Syn: Nassella chilensis var. juncea (Phil.)Muñoz-Schick - Nassella lachnophylla (Trin.) Barkworth - Nassella laevissima (Phil.) Barkworth - Nassella lepida (Hitchc.) Barkworth - Nassella leptocoronata (Roseng. & B. R. Arill.) Barkworth - Nassella leptothera (Speg.) Torres - Nassella leucotricha (Trin. & Rupr.) R. W. Pohl in Barkworth - Nassella linearifolia (E. Fourn.) R. W. Pohl - Nassella longicoronata (Roseng. & B. R. Arill.) Barkworth - Nassella longiglumis (Phil.) Barkworth - Nassella macrathera (Phil.) Barkworth - Nassella manicata (E. Desv.) Barkworth | * Nassella megapotamica (Spreng. ex Trin.) Barkworth - Nassella melanosperma (J. Presl) Barkworth - Nassella mexicana (Hitchc.) R. W. Pohl in Barkworth - Nassella meyeniana (Trin. & Rupr.) Parodi - Nassella meyeri Torres - Nassella mucronata (Kunth) R. W. Pohl in Barkworth - Nassella nardoides (Phil.) Barkworth - Nassella neesiana (Trin. & Rupr.) Barkworth - Nassella nidulans (Mez) Barkworth - Nassella niduloides (Caro) Barkworth - Nassella novarae Torres - Nassella nubicola (Speg.) Torres - Nassella nutans (Hack.) Barkworth - Nassella pampagrandensis (Speg.) Barkworth - Nassella pampeana (Speg.) Barkworth - Nassella paramilloensis (Speg.) Torres - Nassella parodii (Matthei) Barkworth - Nassella parva Torres - Nassella pauciciliata (Roseng. & Izag.) Barkworth - Nassella pfisteri (Matthei) Barkworth - Nassella philippii (Steud.) Barkworth - Nassella planaltina (A. Zanín & Longhi-Wagner) Peñail. - Nassella poeppigiana (Trin. & Rupr.) Barkworth - Nassella pseudopampagrandensis (Caro) Barkworth - Nassella psittacorum (Speg.) Peñail. - Nassella pubiflora (Trin. & Rupr.) E. Desv. in Gay - Nassella pulchra ((Hitchc.) Barkworth - Nassella punensis Torres - Nassella pungens E. Desv. in Gay - Nassella ragonesei Torres - Nassella rhizomata (A. Zanín & Longhi-Wagner) Peñail. - Nassella rosengurttii (Chase) Barkworth - Nassella rupestris (Phil.) Torres - Nassella sanluisensis (Speg.) Barkworth - Nassella sellowiana (Nees ex Trin. & Rupr.) Peñail. - Nassella smithii (Hitchc.) Barkworth - Nassella soukupii (Tovar) Barkworth - Nassella spegazzinii (Arechav.) Barkworth - Nassella stuckertii (Hack.) Barkworth - Nassella subnitida (Roseng. & B. R. Arill.) Barkworth - Nassella tenuiculmis (Hack.) Peñail. - Nassella tenuis (Phil.) Barkworth - Nassella tenuissima (Trin.) Barkworth - Nassella torquata (Speg.) Barkworth - Nassella trachyphylla Henrard - Nassella trichotoma (Nees) Hack.ex Arechav. - Nassella tucumana (Parodi) Torres - Nassella uspallatensis (Speg.) Torres - Nassella vallsii (A. Zanín & Longhi-Wagner) Peñail. - Nassella ventanicola (Cabrera & Torres) Barkworth - Nassella viridula (Trin.) Barkworth - Nassella wurdackii (Tovar) Barkworth - Nassella yaviensis Torres |

(vegeu-ne una relació més exhaustiva a Wikispecies)